# Marco Delogu
Marco Delogu (Roma, 11 aprile 1960) è un fotografo, editore e curatore di mostre italiano.
Le sue fotografie si trovano nelle collezioni di musei internazionali, quali la National Portrait Gallery a Londra, l’IRCAM Georges Pompidou e la Maison Européenne de la Photographie a Parigi, il MACRO a Roma, Museo del Novecento e del Contemporaneo di Palazzo Fabroni a Pistoia, e in molte prestigiose collezioni e fondazioni pubbliche e private. Ha pubblicato 22 libri monografici con editori come Einaudi, Bruno Mondadori, Koenig Books, Quodlibet, Marsilio e Punctum, casa editrice da lui fondata nel 2003.
La sua ricerca si concentra su ritratti di gruppi di persone con esperienze o linguaggi in comune, tra cui cardinali in pensione, carcerati, compositori di musica classica contemporanea, i contadini che bonificarono l'Agro Pontino, i fantini del Palio di Siena, una famiglia rom, pastori sardi emigrati in Maremma ed ex-condannati a morte in USA. In seguito i suoi progetti si sono concentrati prevalentemente sulla natura, nelle differenti declinazioni di un'attenzione che si sposta dall'uomo a ciò che lo circonda.
Alterna all’attività di fotografo, quella di curatore e editore. Dal luglio 2015 al luglio 2019 ha diretto l’Istituto Italiano di Cultura di Londra e dal giugno 2022 è il Presidente dell’Azienda Speciale Palaexpo.

## Biografia
Marco Delogu nasce a Roma nel 1960, da genitori sardi: Severino Delogu, medico esperto di programmazione e politica sanitaria, e Luigia Selis, studiosa delle tradizioni popolari sarde, e a cui è dedicata la Luisa Selis Fellowship della School of Advanced Study della University of London.
Negli anni settanta partecipa alle lotte studentesche confluite nel movimento del '77 e si iscrive alla facoltà di lettere dell'università “La Sapienza” di Roma dove studia Storia Moderna e Contemporanea con Paolo Spriano, Rosario Villari e Alberto Aquarone.

## I primi lavori
Nel 1981 realizza i suoi primi lavori fotografici sull'eredità degli ospedali psichiatrici in Italia dopo la legge Basaglia e, in America, sul rapporto tra le università ed i portatori di handicap, specie per l'afflusso elevato di reduci dalla guerra in Vietnam.
Nel gennaio 1984 fonda il teatro Argot, un piccolo teatro off dove si sono formati molti dei giovani talenti della nuova scena italiana come Fabrizio Bentivoglio, Sergio Rubini, Margherita Buy, Luca Zingaretti, Alessandro Gassmann, Gianmarco Tognazzi, Kim Rossi Stuart, e apre il suo studio fotografico dedicandosi al ritratto, alla fotografia di teatro e alla fotografia di moda, quest'ultima abbandonata all'inizio degli anni novanta dopo collaborazioni con Vogue Italia, Harper's Bazaar, W, ed altre riviste internazionali del settore.
Nei primi anni '90, con Rocco Carbone e Emanuele Trevi, organizza, sempre al teatro Argot, un ciclo di lectures che vedrà coinvolti nomi del panorama letterario italiano come Erri De Luca, Sandro Veronesi, Edoardo Albinati, Elisabetta Rasy, Maurizio Maggiani, Valerio Magrelli; scrittori con i quali collaborerà nel corso degli anni a venire in vari progetti editoriali.
Negli anni '90 realizza oltre duecento campagne pubblicitarie nazionali e internazionali e ciò gli consentirà di portare avanti autonomamente la sua ricerca e successivamente di fondare nel 2003 la casa editrice Punctum, specializzata in fotografia, e la libreria Oneroom.

## FotoGrafia e prospettiva internazionale
Nel 1996 ottiene una residenza di sei mesi presso l’IRCAM Centre Georges Pompidou dove ritrae 50 compositori di musica classica contemporanea, da Boulez a Xenakis. Il lavoro verrà esposto al Pompidou nel 1996 e a Villa Medici nel 1997. Nel 1997 verrà acquisito e esposto in permanente all’IRCAM.
Nel 2002 ha ideato FotoGrafia. Festival internazionale di Roma, primo grande festival di fotografia in Italia, di cui è stato il direttore artistico di tutte le sedici edizioni. Dal 2003 all'interno del Festival ha ideato e curato anche la Commissione Roma, progetto fotografico che si rivolge a fotografi internazionali quali Josef Koudelka (2003), Olivo Barbieri (2004), Anders Petersen (2005), Martin Parr, (2006), Graciela Iturbide (2007), Gabriele Basilico (2008), Guy Tillim (2009), Tod Papageorge (2010), Alec Soth (2011), Paolo Ventura (2012), Tim Davis (2013), Marco Delogu (2014), Paolo Pellegrin e Hans Christian Schink (2015), Roger Ballen, Simon Roberts e Jon Rafman (2016), Leonie Hampton (2017), affidando così per quindici anni consecutivi il ritratto della città di Roma al gotha della fotografia internazionale.

## Mostre personali ed attività curatoriale
Nell'ottobre 2008 l'Accademia di Francia a Roma Villa Medici gli dedica una retrospettiva dal titolo «Noir et Blanc», mentre i suoi nuovi lavoro vengono esposti nella primavera del 2011 al Multimedia Art Museum di Mosca, con il titolo «Nature». dedica una grande mostra personale dal titolo «Nature». Nel 2014 lavora a un ritratto della città di Roma dal titolo “Luce Attesa” che viene esposto al MACRO.
Nel 2017 nell’isola dell’Asinara realizza un ritratto “lunare” del dolore e della bellezza del luogo. Il lavoro è stato esibito a Cagliari (Fondazione di Sardegna), Pistoia (Museo civico di Arte Contemporanea Palazzo Fabroni), Londra (Warburg Institute) e Sassari (Fondazione di Sardegna) insieme a un libro, con un testo di Edoardo Albinati, edito da Punctum press.
L'isola dell'Asinara è anche il luogo in cui, nel 2018, fonda la scuola di alta formazione di fotografia “The Photo Solstice”. La scuola si svolge ogni anno nell’isola e ha visto la partecipazione di fotografi come Paolo Ventura e Jacopo Benassi, filosofi come Giorgio Agamben, scrittori come Edoardo Albinati, e cineasti.
Nel 2018 idea la mostra e il libro “Facing the Camera” riflessione sul ritratto fotografico in Italia dal 1968 ai giorni nostri, a partire dalle sue serie di ritratti di gruppi di persone con appartenenza o linguaggi comuni, insieme a altri venti fotografi italiani (come Jacopo Benassi, Lisetta Carmi, Guido Guidi, Ugo Mulas, Sabrina Ragucci, Moira Ricci, Paolo Ventura). Il libro è accompagnato da testi di Giorgio Agamben, Andrea Cortellessa, Emanuele Trevi e Francesco Zanot. La mostra è stata esposta nelle sedi dell’IIC di New York, IIC Londra e IIC di Toronto e Parigi.
Nel 2019 al Museo di Roma Palazzo Braschi cura la mostra “Fotografi a Roma” antologica di tutte le 18 Commissioni Roma da lui curate. Molte di queste opere sono ora in collezione permanente al Museo di Roma e rappresentano la più grande commissione pubblica mai realizzata da una grande città nel mondo. Una parte di questa mostra era stata esposta negli Istituti Italiani di Cultura di Londra e New York.
Nel 2020 cura il progetto "Le piazze invisibili", 21 piazze italiane viste e narrate da fotografi e scrittori che hanno un rapporto di forte appartenenza con quei luoghi, con l'idea di sfruttare i giorni di confinamento per Covid per rivedere e ripensare le piazze in modo diverso, "originario" senza turismo o sovrastrutture. La piazza è presentata come elemento centrale del paesaggio italiano, luogo di molti significati, con un testo di Joseph Rykwert, il cui libro "L'idea di città" ha ispirato Italo Calvino per “Le città invisibili”. Il progetto coinvolge molti fotografi e scrittori, tra cui Edoardo Albinati, Olivo Barbieri,  Jacopo Benassi, Francesco Cataluccio, Benedetta Cibrario, Eva Frapiccini, Jhumpa Lahiri, Maurizio Maggiani, Valerio Magrelli, Elisabetta Rasy, Paolo Ventura, Sandro Veronesi. La mostra è stata esposta in oltre 50 città nel mondo.
Nel maggio e giugno 2021 alle Terme di Diocleziano, si tiene la mostra "La memoria del dolore" da lui curata su Il carcere di Santo Stefano, con fotografie di Luca Campigotto, Marco Delogu, Mohamed Keita, Raffaela Mariniello, Paolo Ventura e con un testo di Edoardo Albinati.
Nel luglio 2021 si svolge la sua personale "I trenta assassini" a Siena, Palazzo Pubblico, con 50 ritratti dei fantini del Palio (16 nuovi ritratti dell’ultima generazione dei fantini), su incarico del Comune di Siena.
Nel settembre 2021 realizza la terza edizione di "The photo solstice" la scuola di alta formazione prodotta dalla Fondazione di Sardegna. La quarta edizione si svolge sempre a Gavoi nel giugno 2022, mentre la quinta edizione nel giugno 2023 a Cagliari. Nelle tre edizioni sono stati protagonisti dei talk Jem Southam, Cosima Spender, Shoair Movlian, Elisa Medde, Simon Baker, Silvio Pons, Don McCullin, Maria Alicata, Vanessa Winship, e Tim Davis.
Il 2021 vede anche il suo lavoro con Francesco Giasi al volume "In movimento e in posa – l’album dei comunisti italiani", edito da Marsilio in collaborazione con la Fondazione Gramsci. Il libro raccoglie fotografie vernacolari e d’autore sulla storia dei comunisti italiani ed è una riflessione sul rapporto tra il PCI e la fotografia prima e dopo la seconda guerra mondiale, tra gli anni del fascismo e il "partito nuovo" di Togliatti, sino al libro "Notte e di" sulla festa nazionale di Reggio Emilia del 1983, e le ultime immagini della fine del PCI.
Nel maggio 2023 inaugura a Venezia, nell’isola di San Giorgio Maggiore, "Sacred Landascapes", sacro e natura, in mostra alle Vatican Chapels della Fondazione Cini. Raccoglie dieci fotografi internazionali protagonisti di una mostra originale a sua cura, interpreti di un dialogo tra paesaggio e architettura, contemplazione e spiritualità
Nel settembre 2014 ha ultimato il suo primo film corto Ci sarà ancora il mare.